# Hildegard Behrens

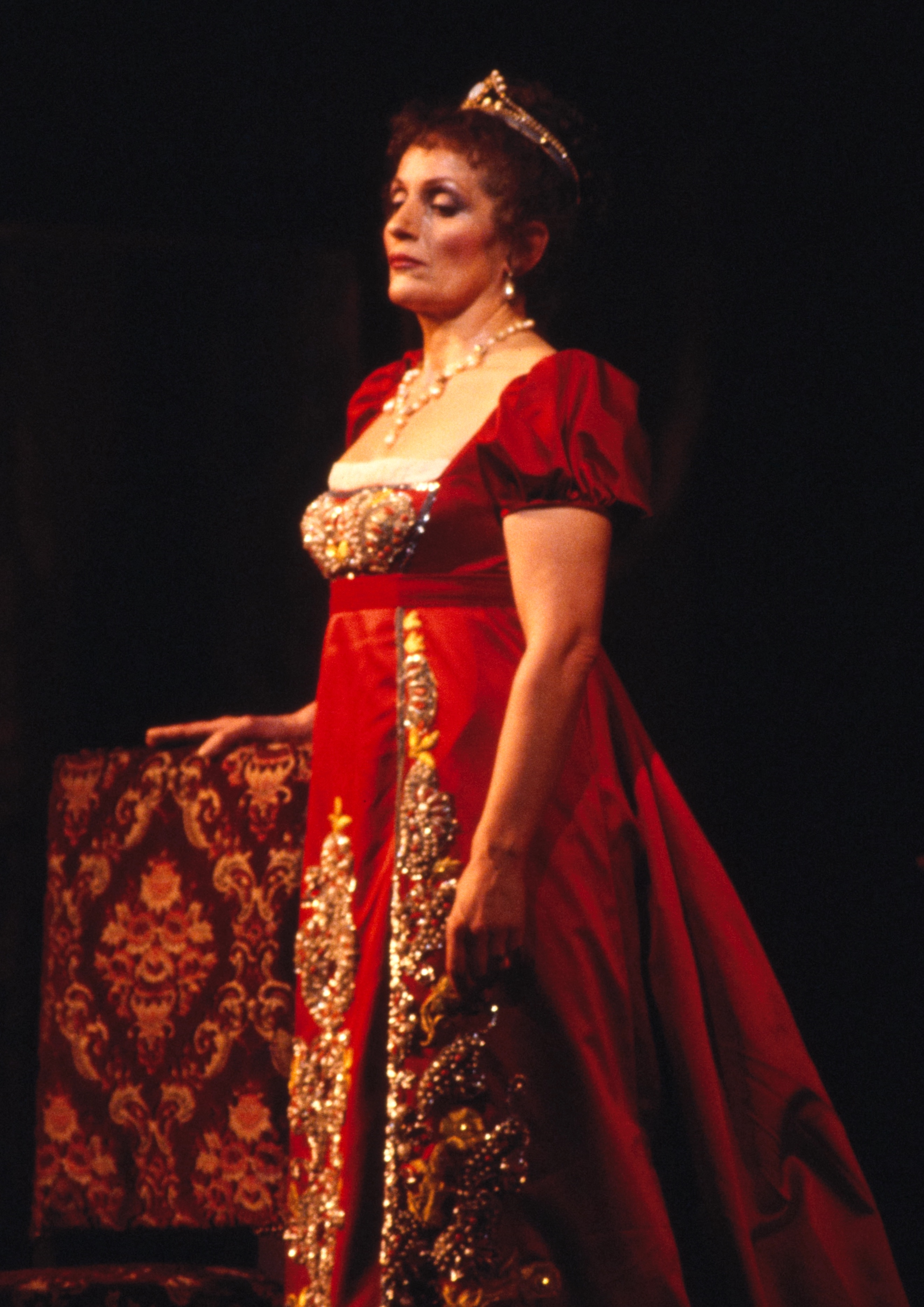
Hildegard Behrens als Tosca (1985)

Hildegard Behrens (* 9. Februar 1937 in Varel; † 18. August 2009 in Tokio) war eine deutsche Opernsängerin (Sopran). Sie wurde vor allem als Sängerin der dramatischen Sopranpartien in den Opern Richard Wagners und Richard Strauss’ bekannt.

## Laufbahn
Hildegard Behrens wuchs in Varel in einer Medizinerfamilie als jüngstes von sechs Kindern auf und besuchte dort die Mädchenschule (heute Grundschule am Schlossplatz) und das Gymnasium Varel (heute: Lothar-Meyer-Gymnasium), an dem sie 1957 ihr Abitur ablegte. Wie alle Geschwister in ihrer musikbegeisterten Familie, darunter auch ihr älterer Bruder Wilhelm Behrens, der später als Professor für Klavier an der Freiburger Musikhochschule wirkte, lernte sie in ihren Vareler Jahren Klavier und Geige. Nach dem Abitur studierte sie zunächst Rechtswissenschaften in Freiburg im Breisgau und machte das Erste Juristische Staatsexamen. Danach nahm sie an der Freiburger Musikhochschule das Gesangsstudium auf und hatte ihren ersten Bühnenauftritt. Später begründete sie ihr Studienfach Jura mit dem „Drang, in die Welt zu gehen“ und sagte, sie wäre auch gerne Innenarchitektin geworden.
Das erste Engagement führte Hildegard Behrens 1972 an die Deutsche Oper am Rhein in Düsseldorf und Duisburg, wo sie nach einigen kleineren Rollen die Marie in Alban Bergs Wozzeck sang. Bald erhielt sie größere Rollen in Opern von Mozart, Strauss und Wagner. Ihren internationalen Durchbruch schaffte sie mit der Rolle der Agathe in Webers Oper Der Freischütz. Ab 1974 war sie auch Mitglied der Oper in Frankfurt. 1976 sang sie die Giorgetta in Puccinis Oper Il tabarro an der New Yorker Metropolitan Opera. 1977 engagierte Herbert von Karajan sie für die Hauptrolle in Richard Strauss’ Salome bei den Salzburger Festspielen, womit ihre Weltkarriere begann.
Sie sang an den wichtigsten Opernhäusern der Welt und hatte internationale Erfolge. So übernahm sie 1979 die Rolle der Sieglinde in Peter Busses Walküre-Inszenierung und war damit in Monte Carlo so erfolgreich, dass sie anschließend zu mehreren Gastspielen nach Düsseldorf, München und an die New Yorker „Metropolitan“ verpflichtet wurde. Als legendär gelten ihre Vorstellungen als Brünnhilde im Ring des Nibelungen bei den Bayreuther Festspielen der 1980er Jahre.
Behrens arbeitete mit bedeutenden Dirigenten zusammen, beispielsweise mit Claudio Abbado, Leonard Bernstein, Karl Böhm, Christoph Eschenbach, Sir John Eliot Gardiner, Herbert von Karajan, Rafael Kubelík, James Levine, Lorin Maazel, Zubin Mehta, Seiji Ozawa, Esa-Pekka Salonen, Wolfgang Sawallisch, Giuseppe Sinopoli sowie mit den Regisseuren Peter Busse, Volker Schlöndorff und Franco Zeffirelli.
Hildegard Behrens starb im Alter von 72 Jahren an einer Aneurysmaruptur der Aorta während einer Festival-Reise in Tokio. Sie wurde im Familiengrab auf dem Vareler Friedhof beigesetzt.
Im Heimatmuseum ihrer Geburtsstadt gehört Hildegard Behrens zu den „Zehn bedeutenden Persönlichkeiten Varels“, an die durch ein Porträt und eine Kurzbiografie erinnert wird.

## Repertoire
Ihr Repertoire umfasste fast das gesamte dramatische Rollenspektrum des Wagner- und Straussfachs: Brünnhilde (Ring des Nibelungen), Isolde (Tristan und Isolde) und Elektra (Elektra) gelten als ihre Schlüsselpartien, aber auch dramatische Figuren aus dem Musiktheater des späteren zwanzigsten Jahrhundert verkörperte sie immer wieder.
Ihre Interpretation der Titelfigur Katarina Ismailowa aus Schostakowitschs Lady Macbeth von Mzensk und der Jenůfa aus Leoš Janáčeks gleichnamiger Oper sowie der Emilia Marty aus dessen Die Sache Makropulos sind legendär geworden. Luciano Berio komponierte für sie die Oper Cronaca del Luogo, mit der sie 1999 die Salzburger Festspiele eröffnete.
Hildegard Behrens wurde vor allem als Opernsängerin berühmt. Daneben trafen aber auch ihre Interpretationen von Kunstliedern auf ein reges Interesse. Zu ihrem Repertoire gehörten u. a. Liedkompositionen von Johann Sebastian Bach, Robert Schumann, Richard Wagner (Wesendonck-Lieder), Franz Liszt, Edward Elgar und Alban Berg.

## Hildegard Behrens Foundation
Am 18. August 2010, dem ersten Jahrestag ihres Todes, wurde zu Ehren der Sopranistin die Hildegard Behrens Foundation gegründet. Die gemeinnützige Stiftung mit Sitz im US-Bundesstaat New York unterstützt und fördert junge Musikerinnen und Musiker im Gedenken an das künstlerische Vermächtnis von Hildegard Behrens. Gründungsmitglieder des Beirats sind u. a. die Verlegerin Alexandra Kauka Hamill, der Pianist und Komponist Ken Noda sowie Philip Behrens, ein Sohn der Künstlerin. Seit der Gründung wird jährlich der Hildegard Behrens Foundation Award verliehen.

## Auf DVD erhältliche Opernproduktionen
- Tristan und Isolde, mit Leonard Bernstein, Dirigent, und dem Symphonieorchester des Bayerischen Rundfunks, halbszenische Aufführung 1981.
- Der Ring des Nibelungen, mit James Levine, Dirigent, und dem Orchester der Metropolitan Opera, Regie: Otto Schenk, 1989/1990.
- Der fliegende Holländer, mit Leif Segerstam, Dirigent, und Orchester und Chor der Savonlinna-Opernfestspiele, Regie: Ilkka Bäckman, 1989.
- Tosca, mit Giuseppe Sinopoli, Dirigent, und dem Orchester der Metropolitan Opera, Regie: Franco Zeffirelli, 1985.
- Idomeneo, mit James Levine, Dirigent, und dem Orchester der Metropolitan Opera, Regie: Jean-Pierre Ponnelle, 1982.
- Elektra, mit James Levine, Dirigent, und dem Orchester der Metropolitan Opera, Regie: Otto Schenk, 1994.
- Wozzeck, mit Claudio Abbado, Dirigent, und den Wiener Philharmonikern, 1987.

## Auszeichnungen
- Bundesverdienstkreuz 1. Klasse (29. Oktober 1985)[5]
- 1987: Ernennung zur Bayerischen Kammersängerin
- 1994: Bayerischer Verdienstorden
- 1998: Léonie-Sonning-Musikpreis
- 1999: Lotte-Lehmann-Gedächtnisring
- 2003: Prix Herbert von Karajan